# Curwin Bosch
Pas d'image ? Cliquez ici

a Compétitions nationales et continentales officielles uniquement.

b Matchs officiels uniquement.
Dernière mise à jour le 18 septembre 2019.
Curwin Bosch, né le 25 juin 1997 au Port Elizabeth (Afrique du Sud), est un joueur de rugby à XV international sud-africain évoluant aux postes de demi d'ouverture ou arrière. Il joue avec la franchise de CA Brive en PRO D2 depuis 2024

## Carrière

### En club
Le 4 avril 2017, il fait sensation lorsque face aux Lions de Johannesbourg, il passe un drop de 45 mètres et une pénalité de 62 mètres.

### En équipe nationale
De par ses bonnes performances, il est convoqué par Allister Coetzee pour disputer le Rugby Championship 2017 avec les Springboks. Il fait ses débuts en sélection en entrant en jeu à place d'Elton Jantjies face à l'Argentine le 5 août 2017.